# كاري إلويس
كاري إلويس (بالإنجليزية: Cary Elwes) مواليد 26 أكتوبر 1962 في وستمنستر، لندن، إنجلترا، المملكة المتحدة، هو ممثل ومنتج بريطاني بدأ مسيرته الفنية عام 1979.

## الأعمال
- المجد
- تقبيل الفتيات
- كاذب كاذب
- جورجيا رول
- سو ثري دي
- المواطن
- مراسلو هوليود
- ساينفيلد
- الملفات الغامضة
- القانون والنظام: الوحدة الخاصة للضحايا
- سايك
- وراء وراء

## وصلات خارجية
- كاري إلويس على موقع IMDb (الإنجليزية)
- كاري إلويس على موقع ألو سيني (الفرنسية)
- كاري إلويس على موقع أول موفي (الإنجليزية)
- كاري إلويس على موقع بوكس أوفيس موجو (الإنجليزية)
- كاري إلويس على موقع قاعدة بيانات الأفلام السويدية (السويدية)
- كاري إلويس على موقع إن إن دي بي (الإنجليزية)
- كاري إلويس على موقع قاعدة بيانات الفيلم (الإنجليزية)
- كاري إلويس على موقع كينوبويسك (الروسية)